# Badmintonmeisterschaft von Hongkong 2020
Die Badmintonmeisterschaft von Hongkong des Jahres 2020 fand als Hong Kong Annual Badminton Championships 2020 (chinesisch 2020 全港羽毛球錦標賽) statt.	

## Medaillengewinner
| Disziplin    | Gold                        | Silber                       | Bronze                         |
| ------------ | --------------------------- | ---------------------------- | ------------------------------ |
| Herreneinzel | Jason Gunawan               | Chan Yin Chak                | Ng Ka Long                     |
| Herreneinzel | Jason Gunawan               | Chan Yin Chak                | Hu Yun                         |
| Dameneinzel  | Deng Xuan                   | Saloni Samirbhai Mehta       | Cheung Ying Mei                |
| Dameneinzel  | Deng Xuan                   | Saloni Samirbhai Mehta       | Yip Pui Yin                    |
| Herrendoppel | Lee Chun Hei Tam Chun Hei   | Yonny Chung Yeung Shing Choi | Lee Cheuk Yiu Chan Yin Chak    |
| Herrendoppel | Lee Chun Hei Tam Chun Hei   | Yonny Chung Yeung Shing Choi | Chang Tak Ching Yeung Ming Nok |
| Damendoppel  | Yuen Sin Ying Ng Tsz Yau    | Ng Wing Yung Yeung Nga Ting  | Yeung Pui Lam Leung Sze Lok    |
| Damendoppel  | Yuen Sin Ying Ng Tsz Yau    | Ng Wing Yung Yeung Nga Ting  | Wu Yi Ting Fan Ka Yan          |
| Mixed        | Tang Chun Man Tse Ying Suet | Chang Tak Ching Ng Wing Yung | Lee Chun Hei Ng Tsz Yau        |
| Mixed        | Tang Chun Man Tse Ying Suet | Chang Tak Ching Ng Wing Yung | Yeung Shing Choi Fan Ka Yan    |